# Battaglia di Friedland
La battaglia di Friedland fu una delle maggiori vittorie di Napoleone Bonaparte, svoltasi nell'attuale territorio russo di Kaliningrad, all'epoca Königsberg, il 14 giugno 1807 tra la Grande Armata francese e l'esercito russo guidato dal generale Levin August von Bennigsen. La battaglia ebbe conseguenze decisive e concluse con la vittoria francese la guerra della quarta coalizione, iniziata con la disfatta prussiana a Jena e continuata con la dura campagna in Polonia contro i russi dell'autunno-inverno 1806-1807.
Al termine della battaglia, lo zar Alessandro I decise di interrompere la guerra e si incontrò con Napoleone a Tilsit concludendo un accordo di pace e alleanza che sancì il temporaneo dominio francese su gran parte dell'Europa centro-orientale. La vittoria di Friedland fu una delle più brillanti dimostrazioni dell'abilità tattica sul campo di battaglia di Napoleone e lo stesso imperatore la paragonò, per i risultati raggiunti, alla battaglia di Austerlitz.

## La battaglia
Il giorno 13 le truppe russe di Galytzin avevano respinto un corpo di cavalleria francese del Maresciallo Lannes ed occupato la località di Posthenen. Il generale Bennigsen, sperando di poter sgominare le truppe del generale Lannes, diede ordine alle sue truppe di attraversare il fiume Saale e schierarsi a battaglia.

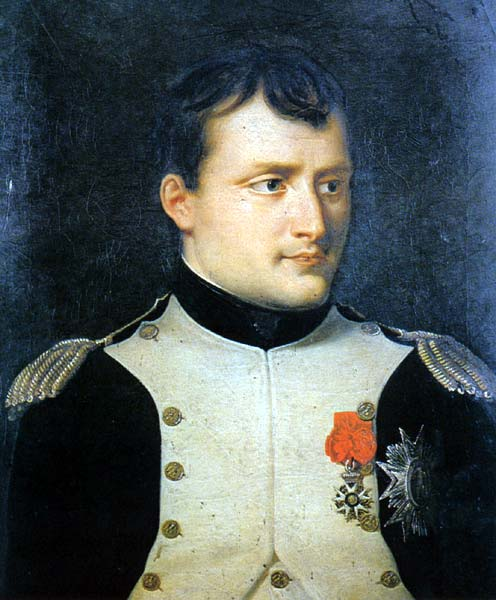
Napoleone Bonaparte.

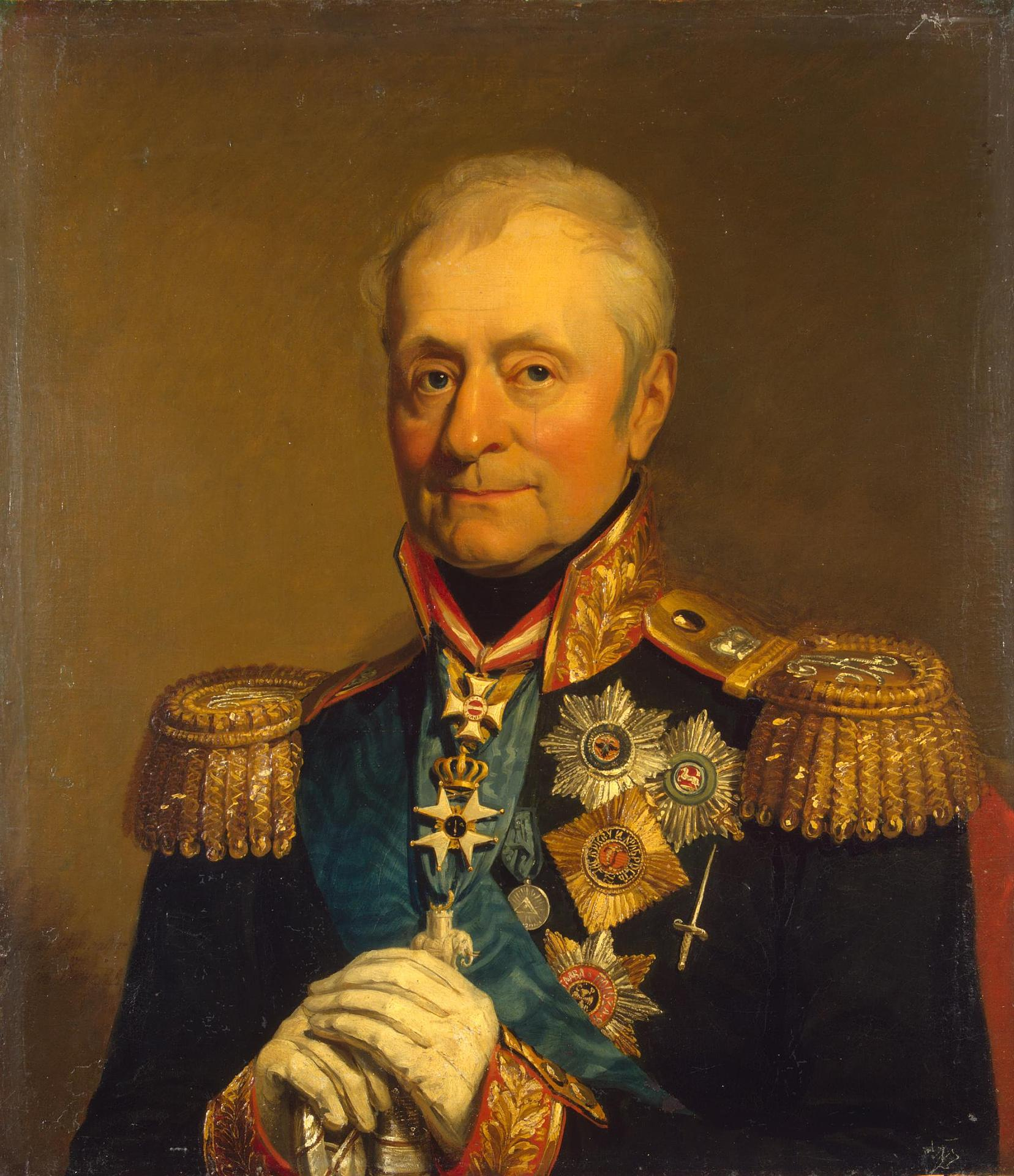
Il generale Levin von Bennigsen.

Il campo di battaglia si stendeva nel triangolo i cui vertici erano costituiti dalle località di Herichsdorf, Posthenen e Friedland (Odierna città russa di "Pravdinsk"). In quest'area il fiume Alle scorre formando alcune anse.
Prima dello schieramento delle forze russe Lannes, ricevuti rinforzi dal collega Oudinot, aveva riconquistato la località di Posthenen e cercava di bloccare l'avanzata russa verso Friedland e Königsberg, in attesa che il grosso delle forze comandate dallo stesso Napoleone giungesse sul luogo.
Al generale Grouchy invece non riuscì la manovra che era riuscita a Lannes, la sua avanzata venne fermata verso le 6 del mattino dai cavalieri russi. Gli uomini di Grouchy si ritrovarono impantanati in una zona ricca di piccoli corsi d'acqua cosicché egli dovette accontentarsi di non perdere terreno. Bennigsen, era riuscito a schierare quasi 50000 uomini, al comando dei suoi generali Bagration, Kologribov e Gorčakov.
L'arrivo di Napoleone verso le 12 fu decisivo: egli prese l'iniziativa andando contro le esitazioni dei suoi stessi generali. Questi avrebbero preferito attendere l'arrivo delle truppe di Murat e di Davout, con le quali i francesi avrebbero goduto di una superiorità numerica schiacciante, Napoleone, invece, decise di attaccare (era il primo pomeriggio e disponeva di circa 80000 uomini) approfittando di un grosso errore commesso da Bennigsen: l'essersi schierato fra Alle e Saale con quest'ultimo alle spalle.
Napoleone ordinò quindi al maresciallo Michel Ney di attaccare sulla destra, affiancandosi alle truppe di Oudinot, aggirando il nemico e raggiungendo i ponti di Friedland per tagliargli la ritirata. Il centro dello schieramento francese sarebbe stato tenuto da Lannes e l'ala sinistra da Mortier e Grouchy. Le truppe del generale Victor e la Guardia imperiale da lui stesso guidata avrebbero costituito la riserva. L'attacco iniziò alle 17.30, sorprendendo il generale Bennigsen che credeva che ormai i francesi avrebbero rinunciato alla battaglia per non ritrovarsi a combattere la notte. Bennigsen, al primo sfondamento operato sul suo fronte dai francesi, dispose un contrattacco della cavalleria cosacca che non sortì l'effetto sperato. Infatti, dopo un primo ripiegamento dei francesi giunse l'attacco della cavalleria francese e i cosacchi si dovettero ritirare.

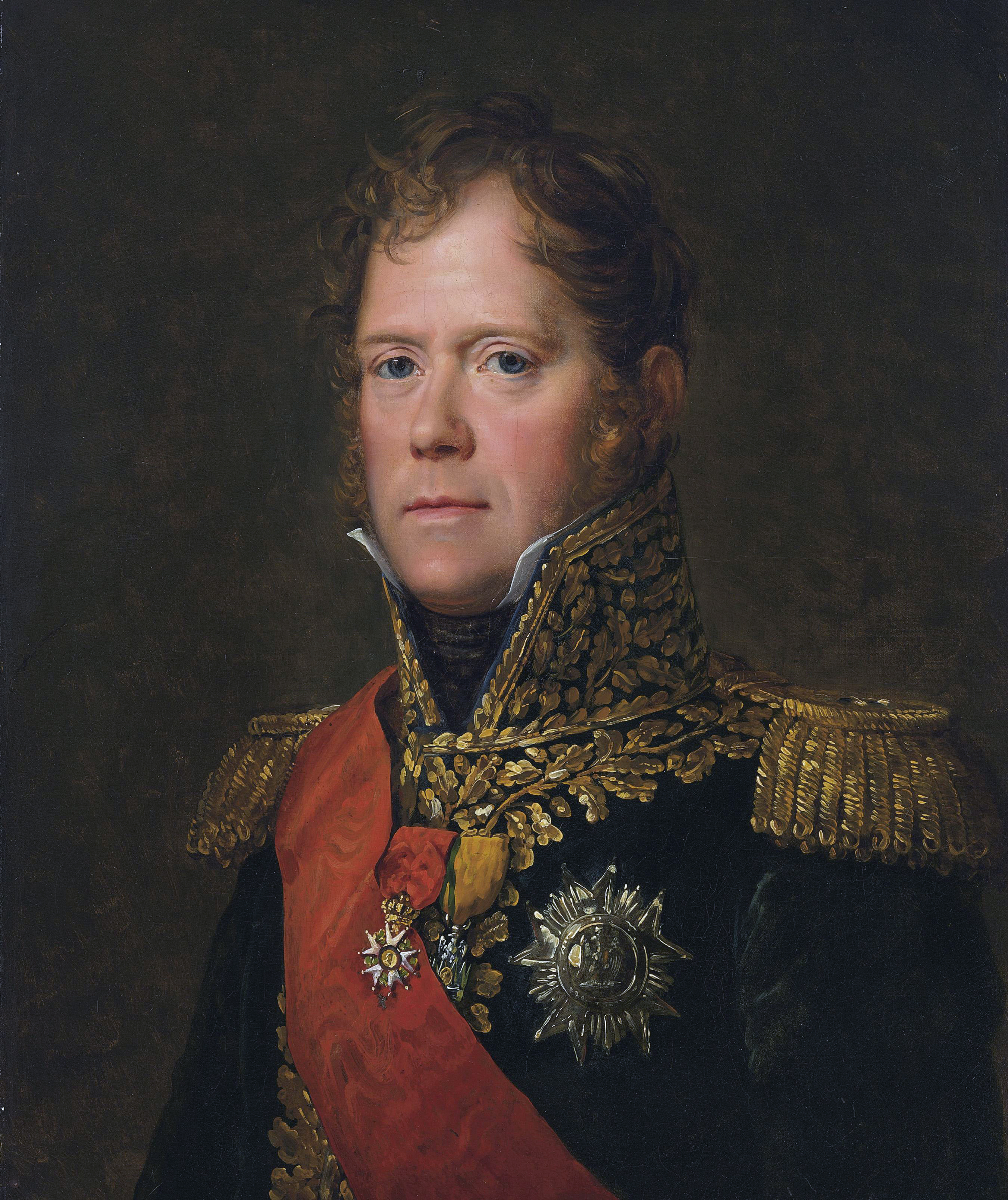
Il maresciallo Michel Ney.

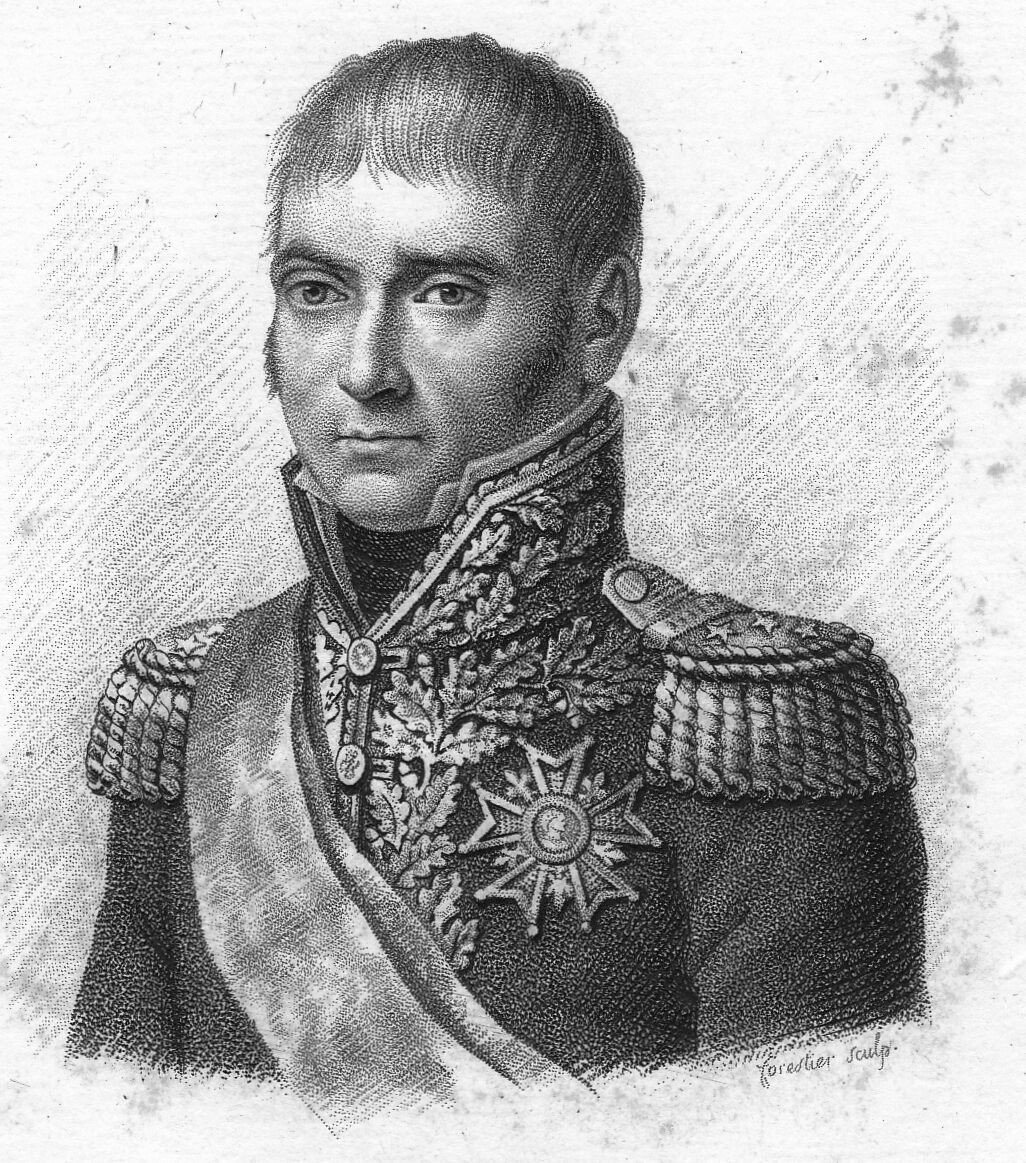
Il generale Pierre Dupont.

Nel frattempo l'avanzata delle due divisioni del maresciallo Ney era stata messa in difficoltà dal pesante fuoco dell'artiglieria russa della 14ª  divisione di riserva, posizionata sull'argine del fiume Alle; sottoposti al fuoco dei cannoni i soldati del generale Marchand e del generale Bisson dovettero fermare il loro attacco sul fianco sinistro nemico e diedero segno di cedimento, nonostante l'energia degli ufficiali che incitavano a riprendere l'avanzata. La situazione delle truppe del maresciallo Ney divenne ancor più critica a causa di un nuovo attacco della cavalleria russa che, sferrato su ordine del generale Bennigsen contro il fianco sinistro del generale Bisson, provocò sbandamenti tra le file francesi. I soldati del generale Bisson, intralciati dalla scarsa visibilità a causa del fumo delle esplosioni, deviarono troppo sulla destra esponendo il loro fianco sinistro e, perdendo il contatto con le altre forze francesi dello schieramento, si esposero agli attacchi della cavalleria russa.
Napoleone fece allora intervenire la riserva costituita dalle truppe di Victor. Dispersi dal contrattacco della divisione del generale Dupont, i russi si trovarono sotto il fuoco dell'artiglieria mobile dello stesso Victor e impediti nella ritirata dai corsi d'acqua, furono decimati (molti soldati russi furono letteralmente spinti in acqua dall'artiglieria francese). Bennigsen dispose allora un altro contrattacco ma l'intervento della cavalleria della Guardia Imperiale francese stroncò ogni tentativo. Il Maresciallo Ney, ormai liberatosi dell'artiglieria russa, avanzò secondo i piani verso Friedland con le divisioni del generale Jean Gabriel Marchand e del generale Baptiste Pierre Bisson, rinforzate dalla divisione del generale Pierre Dupont.
Il generale Bennigsen fece un ultimo tentativo di evitare la disfatta e sferrò un disperato attacco alla periferia di Friedland contro la fanteria francese del maresciallo Ney che avanzava, impegnando la sua ultima riserva, rappresentata dalla famosa Guardia imperiale russa, costituita da soldati scelti e particolarmente prestanti fisicamente. In quest'ultimo scontro, la fanteria di linea del maresciallo Ney e la divisione del generale Dupont attaccarono frontalmente i soldati della Guardia russa che avanzavano ed ebbero la meglio dopo un violento assalto alla baionetta; la Guardia russa subì perdite elevatissime e venne decimata. Testimonianze francesi descrissero il campo di battaglia coperto dei cadaveri dei soldati giganti della Guardia russa, uccisi con ferite da baionetta inflitte soprattutto al petto, il punto più alto del corpo dove riuscivano a colpirli i più piccoli soldati francesi.
Alla sera, persa ormai ogni possibilità di vittoria, Bennigsen riuscì a ritirarsi utilizzando un guado (i ponti utilizzati per attraversare il fiume Alle al mattino erano tutti o distrutti o in mano francese). Napoleone comunque non riuscì a completare la vittoria con l'inseguimento a causa di un malinteso con i suoi generali.
Il 7 luglio Napoleone e Alessandro I firmavano il trattato di Tilsit.